# Agostino Patrizi Piccolomini
Agostino Patrizi Piccolomini, lateinisch Augustinus Patricius Piccolomineus auch Augustinus Patritius de Piccolominibus (* um 1435 in Siena; † 1495 oder 1496) war ein katholischer Bischof und päpstlicher Zeremonienmeister.
Augustinus Patricius wurde als Sohn des Notars Aloysius Patrizi geboren. Seinen Beinamen erhielt er nach dem bürgerlichen Namen seines Gönners Pius II. (Enea Silvio de’ Piccolomini).
Agostino Patrizi war mit Unterbrechungen von 1466 bis 1488 in Rom als Zeremonialkleriker tätig. 1484 wurde er zum Bischof von Pienza-Montalcino bestellt und blieb es bis 1488.
Im Jahr 1485 brachte er im Auftrag Papst Innozenz VIII. ein römisches Pontificale erstmals zum Druck. Bekannt wurde sein dreibändiges Buch über die Riten des päpstlichen Hofes Rituum ecclesiasticorum sive sacrarum cerimoniarum S.S. Romanae ecclesiae (kurz Cæremoniale Romanum, zu unterscheiden vom Caeremoniale Episcoporum), erstmals veröffentlicht am 1. März 1488, Erstdruck 21. November 1516. Hier wird erstmals der Satz:  „Pater sancte, sic transit gloria mundi“ („Heiliger Vater, so vergeht der Ruhm der Welt“), bezeugt, der bei der Amtseinführung eines neuen Papstes gesprochen wird. Augustinus Patricius ist außerdem Verfasser der Chronik Abbreviatio Historiarum Blondi. Außerdem hat er noch De legatione Germanica Francisci Piccolomini cardinalis Senensi (1471) geschrieben, einen Text, der seine Reise durch das heutige Südtirol in Italien und Tirol in Österreich beschreibt. Dabei geht er besonders auf die Distanzen und geographischen Gegebenheiten ein.